# Patrouille des Glaciers
La Patrouille des Glaciers (espressione francese che significa pattuglia dei ghiacciai) è una competizione di sci alpinismo che si svolge in Svizzera (Canton Vallese) nelle Alpi Pennine. La gara è organizzata ogni due anni dall'Esercito svizzero ed in essa competono sia squadre militari che squadre civili.

## Caratteristiche

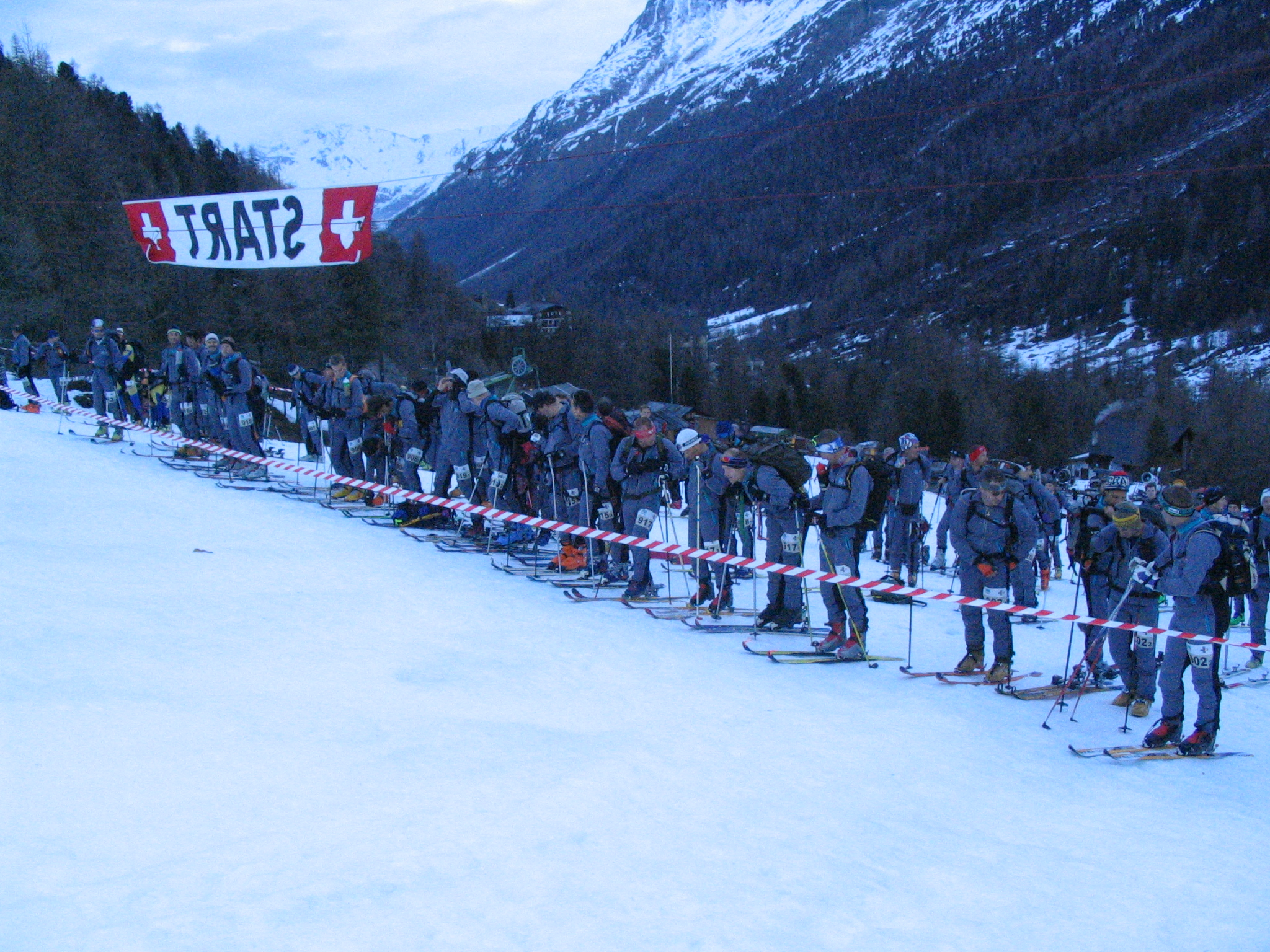
La partenza da Arolla nel 2006.

La gara si tiene a fine aprile e si svolge su un tracciato lungo e su un tracciato corto:
- Zermatt - Arolla - Verbier: 53 km; dislivello positivo 3.994 m; dislivello negativo 4.090 m
- Arolla - Verbier: 27 km; dislivello positivo 1.881 m; dislivello negativo 2.341 m

## Storia
La Patrouille des Glaciers ha origini militari. Durante la seconda guerra mondiale l'esercito svizzero ha organizzato una gara per testare le abilità dei suoi soldati. La prima edizione della pattuglia militare si è tenuta nell'aprile del 1943 grazie all'opera di due capitani della Brigata Montagna 10 (Rodolphe Tissières e Roger Bonvin). Quell'anno, 18 pattuglie, ognuna composta da tre membri, viaggiarono per 63 chilometri per raggiungere Verbier. Nel 1944 hanno partecipato 44 squadre ma poi per diversi anni non sono state organizzate gare. Il 10 aprile 1949 la gara è stata organizzata ancora una volta ma la morte di tre partecipanti di Orsières (Mauritius Crettex, Robert Droz e Louis Thétaz) morti in un crepaccio ha causato una controversia. A seguito di tale incidente l'organizzazione della gara fu proibita dal Dipartimento Militare Federale fino al 1984.
Il concorso è stato ripreso da Rene Martin e Camille Bournissen. Rimane sotto il controllo dell'esercito che assicura una corretta corsa. La gara si tiene ogni due anni ed è aperta anche ai civili.
Nel 2004, una squadra straniera ha vinto la gara per la prima volta. Lo stesso anno, la corsa è stata gareggiata da 2934 partecipanti (circa il 60% delle pattuglie civili e 40% di militari), con 984 per la corsa normale e 636 e 1314 per le corse brevi.

## Record
I record del percorso lungo (da Zermatt a Verbier) sono:
- Uomini: Il record è di 5 ore, 35 minuti e 27 secondi ed è tenuto dalla squadra Centro sportivo esercito italiano (Cse) che ha vinto la gara 2018. I membri del team sono:
  - Robert Antonioli
  - Michele Boscacci
  - Matteo Eydallin
- Donne: Il tempo record è di 7 ore 15 minuti 34 secondi sempre nel 2018. I membri del team sono:
  - Jennifer Fiechter
  - Axelle Mollaret
  - Laetitia Roux

## Percorso
Diversi punti di controllo sono dislocati tra Zermatt e Verbier:
| Nome                       | Distanza da Zermatt | Altitudine |
| Zermatt                    | 0 km                | 1616 m     |
| A sud della Schönbielhütte | 8 km                | 2600 m     |
| A nord della Tête Blanche  | 16 km               | 3650 m     |
| Bertol Pass                | 20 km               | 3279 m     |
| Plans de Bertol            | 23 km               | 2664 m     |
| Arolla                     | 28 km               | 1980 m     |
| Col de Riedmatten          | 33 km               | 2919 m     |
| Pas du Chat                | 35 km               | 2581 m     |
| La Barma                   | 38 km               | 2581 m     |
| Rosablanche                | 43 km               | 3160 m     |
| Col de la Chaux            | 47 km               | 2940 m     |
| Les Ruinettes              | 49 km               | 2195 m     |
| Verbier                    | 53 km               | 1520 m     |

|  | Verde: Zermatt (partenza) Rosso: Verbier (arrivo) 1. Schönbiel 2. Tête blanche 3. Bertol Pass 4. Arolla 5. Col de Riedmatten 6. Pas du chat 7. La Barma 8. Rosablanche 9. Col de la Chaux 10. Les Ruinettes |

In totale vi sono 3994 metri di dislivello positivo e 4090 metri di dislivello negativo.